# Alpinia pumila
Alpinia pumila är en enhjärtbladig växtart som beskrevs av Joseph Dalton Hooker. Alpinia pumila ingår i släktet Alpinia och familjen Zingiberaceae. Inga underarter finns listade i Catalogue of Life.